# 79 Pułk Artylerii Przeciwlotniczej

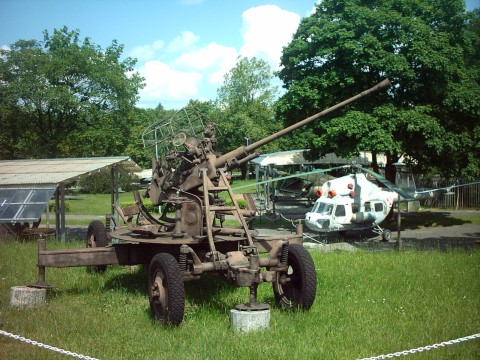
37 mm armata przeciwlotnicza wz. 1939

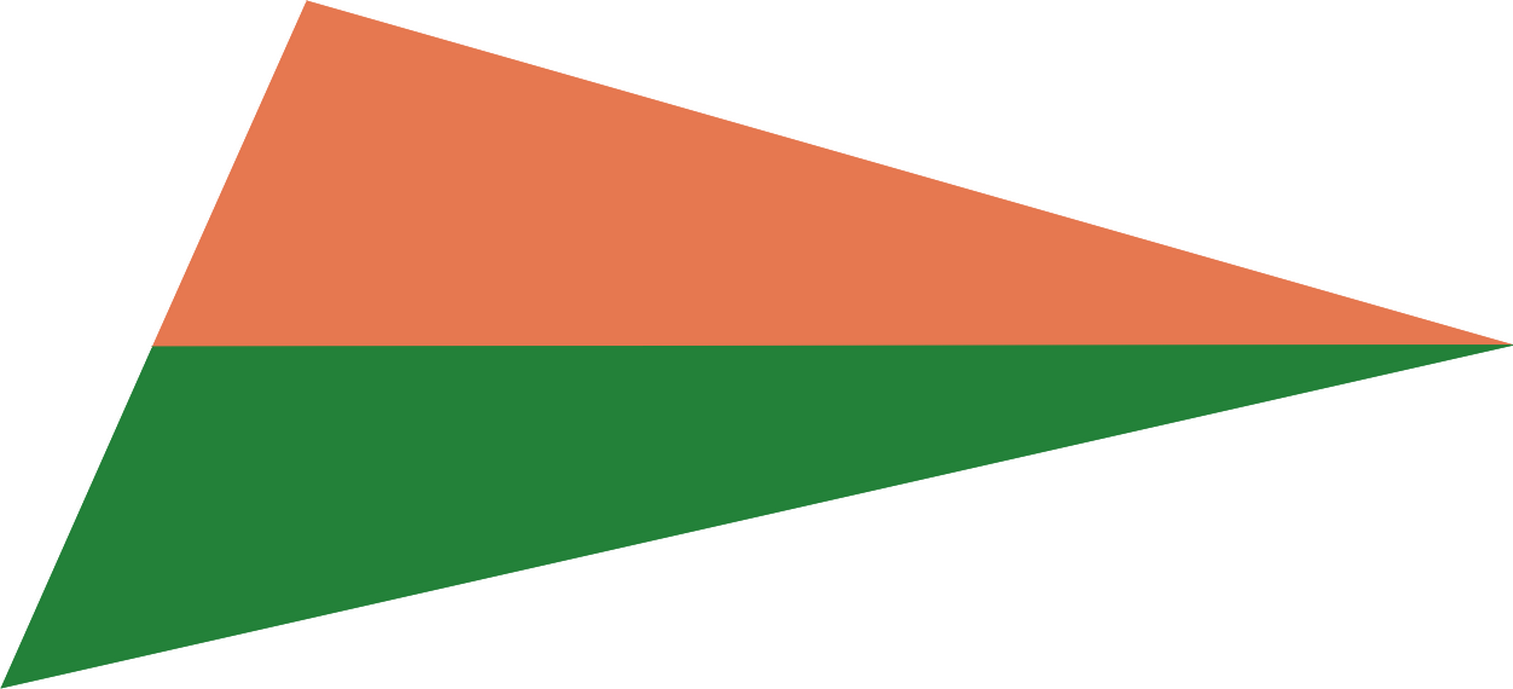
Barwy artylerii plot. noszone ka kołnierzach kurtek

79 Pułk Artylerii Przeciwlotniczej – oddział artylerii przeciwlotniczej ludowego Wojska Polskiego
Sformowany we wsi Wołyńce koło Siedlec na podstawie rozkazu Naczelnego Dowództwa Wojska Polskiego nr 8 z 20 sierpnia 1944 jako pułk przeciwlotniczy małego kalibru.
Przysięgę żołnierze pułku złożyli 6 listopada 1944 we wsi Przybory.

## Dowódca
- ppłk Mikołaj Bołdyriew

## Działania bojowe
Pułk wchodził w skład 4 Dywizji Artylerii Przeciwlotniczej z Odwodu Naczelnego Dowództwa WP.
Walczył z nieprzyjacielskim lotnictwem w rejonie Siedlec, Łodzi i Poznania. Szlak bojowy zakończył 8 maja 1945 w Poznaniu.

## Skład etatowy
Dowództwo i sztab
- 4 x bateria artylerii przeciwlotniczej
- kompania wielkokalibrowych karabinów maszynowych
- pluton sztabowy
- pluton amunicyjny
- kwatermistrzostwo

### Stan etatowy
żołnierzy – 520
sprzęt:
- 37 mm armaty przeciwlotnicze – 24
- 12,7 mm przeciwlotnicze karabiny maszynowe – 16
- samochody – 69